# Action (hebdomadaire)
Pour les articles homonymes, voir Action.
Action est un journal hebdomadaire français d'informations et de commentaires politiques, avec de nombreux dessinateurs humoristiques parmi lesquels Jean Effel et Siné. 
Fondé dans la clandestinité en septembre 1942 à Lyon par Marcel Degliame, alias Fouché, c'est l'organe clandestin de l'Action ouvrière (A.O) que Degliame dirige au sein du mouvement "Combat" puis des Mouvements unis de la Résistance (M.U.R.). En juillet-août 1943, Degliame-Fouché, désigné pour prendre la tête, sur le plan national, de l'Action immédiate (A.I.), confie la direction de l'AO et du journal Action à son adjoint Maurice Kriegel-Valrimont. Action, toujours imprimé à Lyon, devient « organe social de la France combattante » à partir d'octobre 1943, puis, à partir du no 4 daté avril 1944, « organe social du Mouvement de Libération nationale (M.L.N.) et des Corps-Francs de la Libération ».  
Fin 1944, Action est transféré à Paris avec une direction composée presque exclusivement de résistants communistes. Après la guerre, le journal est lié au PCF à partir de 1949 puis disparait en 1952 au bout d'un long conflit débuté en 1949 entre son rédacteur en chef Pierre Hervé et Louis Aragon. 
Dirigé exclusivement par des résistants, il cultive originalité et non-conformisme, s'appuie sur le dessin de presse et des campagnes de publicité insolentes, et « occupe une place privilégiée dans le champ politique et littéraire d'après-guerre », avec une influence qui restera « longtemps assez considérable », selon l'historien de la presse française Claude Bellanger.

## Historique

### La création dans la Résistance
En juillet 1942, Marcel Degliame, alias Fouché, un permanent syndical de la CGT et adhérent du PCF avant la guerre, se voit confier, à Lyon, par Henri Frenay, dirigeant du mouvement Combat, l'organisation de groupes clandestins capables d'agir par tous les moyens contre la collaboration, en premier lieu en sabotant les entreprises travaillant pour l'ennemi. Il met en place les groupes d'Action ouvrière (A.O.) de Combat. En septembre 1942, pour soutenir l'action de ses groupes de combattants, rendre compte du travail accompli et leur indiquer quelques méthodes d'action, il lui paraît nécessaire de créer un journal en complément du journal Combat. Ce journal va s'appeler Action, avec en sous-titre la citation de Goethe « Au début était l'action ». Un premier numéro 1 paraît à l'automne 1942 à Lyon, imprimé par Joseph Martinet qui imprime déjà le journal Combat et presque la totalité de la presse clandestine.  
Ce premier journal comporte un article général sur le mouvement ouvrier clandestin écrit par le syndicaliste Henri Raynaud, un article d'André Tollet, autre syndicaliste, membre du PCF. Marcel Degliame écrit : « Je crois m'être chargé personnellement de trois ou quatre numéros avant de laisser, à l'été 1943, la direction de l'Action ouvrière et journal Action à mon adjoint Maurice Kriegel-Valrimont pour prendre moi-même la direction de l'Action immédiate au plan national »". En effet, en juillet 1943, la crise résultant de l'arrestation du chef de l'Armée secrète (A.S.), le général Charles Deslestraint, et du fondateur du Conseil national de la Résistance (C.N.R.), Jean Moulin, va conduire les principaux mouvements de la Résistance à se réunir afin de désigner les remplaçants de ceux qui sont tombés entre les mains de l'ennemi. Ils se constituent en un Comité Central de la Résistance qui décidera de la création de six grandes commissions coiffant les principales activités de la Résistance.  
Le journal Action, passé sous la responsabilité de Maurice Kriegel-Valrimont, encore imprimé à Lyon, devient « organe de la France combattante » puis, à partir du numéro 4 d'avril 1944 « organe social du Mouvement de Libération nationale (M.L.N.) et des Corps-Francs de la Libération ». Durant l'été 1944, Action est transféré à Paris avec une direction composée de presque exclusivement des résistants communistes ayant milité dans la clandestinité au sein des M.U.R. Le premier numéro imprimé à paris, daté du 9 septembre 1944, a pour sous-titre « hebdomadaire de l'indépendance française » puis « pour la paix et la liberté ». Le journal continue à paraître ainsi jusqu'à la Libération et sort de la clandestinité après la guerre sous un format d'abord quotidien puis hebdomadaire. 

### Les journalistes et la direction
Son rédacteur en chef est Pierre Courtade, qui a travaillé auparavant à l'Agence de presse Havas et il emploie également le beau-frère de  Maurice Kriegel-Valrimont, Roger Lesoueuf. L'équipe des secrétaires de rédaction compte dans ses rangs Jeanne Modigliani et Francis Ponge, qui écrit aussi et dirige les pages culturelles. 
Pierre Courtade devient ensuite journaliste à L'Humanité et le poste de journaliste chargé de la politique extérieure est alors occupé par  Jean-Pierre Vernant.

### La Libération en septembre 1944
Après la guerre, ce journal communiste résistant sort de la clandestinité sous un format d'abord quotidien puis hebdomadaire et reparait sous le même nom Action en septembre 1944 avec pour principal concurrent Carrefour, l'hebdomadaire plus à doite lancé par le patron de presse Émilien Amaury. Sa rédaction affiche un esprit d’ouverture, afin d'accueillir des collaborateurs non communistes de renom. Parmi eux, Maurice Cuvillon, militant socialiste dans le Nord de la France, qui est administrateur du journal mais aussi d'un autre titre né dans la Résistance, Libération. C'est pour éviter de causer du tort à Libération que Action choisit la périodicité hebdomadaire. D'autres militants socialistes y participent aussi. La rédaction est installée Place des Pyramides à Paris, dans les locaux de La Gerbe, un journal qui avait collaboré. Le journal était alors « très à gauche, échappait à l'emprise communiste », et « dirigé par un homme jeune et récent au parti (...) choisi en fonction de ses titres de résistant » pour mieux contrôler sa rédaction .

### L'affiche interdite de Paul Colin en "Une" du premier numéro
La première page du premier numéro comporte le dessin d'une célèbre affiche politique à la gloire de la Libération de Paris, de Paul Colin, reproduisant un mur avec une barricade et deux hommes avec révolver et mitraillette, et en dessous une série de dates évocatrices, (1789 - 1830 -1848 - 1870 - 1944). L'affiche avait été interdite par les autorités au motif qu'elle pourrait inciter à la violence, Paul Colin dessinant ensuite d'autres affiches autorisées, mais il est toléré qu'elle soit mise dans le journal en vertu du principe de Liberté de la presse et parce qu'elle n'est pas affichée. L'éditorial de Maurice Kriegel-Valrimont, qui est directeur du journal, fait clairement allusion à la volonté des résistants de continuer leur combat après la guerre.

### L'importance mise sur le dessin de presse
Le journal offre ensuite un grand dessin satirique en première page chaque semaine, qui lui donne une identité visuelle forte, tout comme les bandes rouges qui encadrent le titre. D'autres dessins de presse d’actualité figurent en page intérieure, annoncés dans le sommaire de première page avec leurs auteurs. Parmi eux, Jean Effel, Henri Monier, Pol Ferjac, William Napoléon Grove, Siné et Jean Sennep. Picasso y contribue aussi, de même que de nombreux intellectuels, l'hebdomadaire se voulant très axé sur la culture, sans tabou et ouvert au débat selon son directeur de l'époque Maurice Kriegel-Valrimont. Il augmente sa notoriété par une publicité sous forme d'affiche visible pendant une quinzaine de jours dans le métro parisien portant le titre : « Les cons ne lisent pas Action », la fin du mot conformiste n'apparaissant que plus bas, à la conception de laquelle a participé un autre contributeur au journal, l'ex-résistant Pierre Hervé.
Victor Leduc, de rédacteur en chef devient le directeur du journal un peu après la Libération. Le 15 juin 1948, Pierre Hervé démissionne de son mandat de député pour se consacrer au journalisme, car il est devenu rédacteur en chef de l'hebdomadaire quelques semaines plus tôt.
Dans un premier temps ne sont jamais évoquées l’URSS ou la politique du Parti Communiste et les militants communistes au ton relativement indépendants par rapport à la direction y affluent.

### Le changement de ligne en 1949
Pierre Hervé est éditorialiste à l'hebdomadaire Action dès 1946 et la vivacité de sa plume en fait un point fort du journal, auquel contribue parfois aussi Jean-Paul Sartre, qui sera ensuite en délicatesse avec le PCF dès 1947 avant de renouer plus tard. En 1949, Victor Leduc perd son poste de directeur pour avoir soutenu Pierre Hervé en conflit avec Louis Aragon, alors très influent au sein du mouvement communiste. Ce changement de direction est imposé par la direction du PCF et le titre perd ensuite une bonne partie son lectorat et de sa spécificité. Pierre Hervé avait insisté sur l'autonomie de l'esthétique dès 1946 , l'année où apparaît le Jdanovisme artistique en Union soviétique. Il « s'opposa à Aragon, au réquisitoire duquel il dut faire face », selon l'historienne Jeannine Verdès-Leroux. Le journal lui-même fut globalement hostile ou réservé par rapport à Louis Aragon, qui dirigeait un titre concurrent, Les Lettres françaises.
Pierre Hervé est remplacé par Yves Farge, et nommé responsable de Partisan de la Paix, revue du mouvement de la paix, dont Action devient rapidement l'organe officiel, prélude à sa disparition. La rubrique littéraire se réduit considérablement à partir de 1949-1951 et Action devient de plus en plus un journal politique, suivant la politique du PCF et du mouvement de la paix. 
Maurice Kriegel-Valrimont dirige alors un "Bureau de presse du PCF", regroupant une agence centrale de publicité, une école centrale de journalistes, l’agence de presse Union française de l'information, dirigée jusqu'au 1er janvier 1950 par Jean Colombel, mais aussi les nombreux hebdomadaires et douze journaux quotidiens régionaux, mais pas les deux nationaux, L'Humanité et Ce Soir. Jean Colombel quitte la direction de l'UFI le 1er janvier 1950, peu après un conflit avec la direction du PCF sur la chasse au Titisme,  quand Maurice Thorez lui interdit de mentionner le match France-Yougoslavie dont la plupart des journaux français attendaient pourtant la couverture, au motif que le Kominform fustigeait la Yougoslavie du Tito. Au début des années 1960, Maurice Kriegel-Valrimont sera évincé de la direction d'un autre journal communiste France Nouvelle.
Malgré un lectorat important et des signatures prestigieuses, l'hebdomadaire voit son tirage baisser à partir de 1950 et disparait en 1952 après avoir édité un total de 397 numéros. En 1958, Maurice Kriegel-Valrimont sera chargé de la rédaction en chef de l'hebdomadaire central du PCF France Nouvelle aux côtés de François Billoux qui en assurait la direction politique.
L'arrêt de la parution est lié à une décision politique de la direction du PCF , qui ne souhaite pas conserver un hebdomadaire dans lequel écrivent des intellectuels soupçonnés de n'être pas fidèle à sa ligne politique, selon le  Bulletin de l'Association d'études et d'informations politiques internationales, lancé 15 mars 1949 par le militant de la SFIO et ex-collaborateur  Georges Albertini, condamné à trois ans de prison après la Guerre et ensuite conseiller influent sous les IVe et Ve Républiques des gouvernements pour la lutte contre le communisme.

## L'arrêt de la parution
L'arrêt de la parution, alors que l'hebdomadaire est devenu l'organe du Mouvement de la paix, qui dispose de ressources importantes, est lié à une décision politique de la direction du PCF, qui ne souhaite pas conserver un hebdomadaire dans lequel écrivent des intellectuels soupçonnés de n'être pas fidèle à sa ligne politique prosoviétique, à laquelle le pacifisme et le sentiment anti-allemand, que le journal mettait en avait en avant, n'était pas toujours jugé compatible, selon le Bulletin de l'Association d'études et d'informations politiques internationales, lancé 15 mars 1949 par l'Association d'études et d'informations politiques internationales, du militant de la SFIO et ex-collaborateur Georges Albertini, condamné à trois ans de prison après la Guerre et ensuite conseiller influent sous les IVe et Ve Républiques des gouvernements pour la lutte contre le communisme.
Cet arrêt de la parution, en mai 1952, est aussi lié au fait que François Fonvieille-Alquier (1915-2003), l'un des leaders du journal, ex-directeur du journal L'Écho du Centre et premier adjoint au maire de Limoges, qui collaborait à Action depuis 1951 , était un ami personnel de Georges Guingouin, le «préfet du maquis» de Limoges, alors écarté du PCF car il restait enclin à une union même avec les résistants qui refusent la «soumission inconditionnelle» à l'Union soviétique, selon  Georges Albertini. Elle constitue un épisode de la crise, dans ses rapports avec le PCF, du Mouvement de la Paix, où des militants, actifs dans les « Comités de la Paix », estimaient que la direction du PCF « exagérait l'urssolâtrie ».